# Bustuchin
Bustuchin – wieś w Rumunii, w okręgu Gorj, w gminie Bustuchin. W 2011 roku liczyła 1112 mieszkańców.